# Geißbach (Würzbach)
Der Geißbach (auch Frohnsbach und Fronsbach) ist ein kleiner etwa 3 Kilometer langer Bach im saarländischen Saarpfalz-Kreis, der auf der Gemarkung Hassel der Stadt St. Ingbert sowie auf der Gemarkung Niederwürzbach der Stadt Blieskastel fließt. Er ist ein linker Zufluss des Würzbachs.
Sein Tal ist ein beliebtes Naherholungsgebiet.

## Name
In seinen ersten schriftlichen Aufzeichnungen wurde der Bach Fronsbach oder Gauchsbach genannt. Im Mittelhochdeutschen bedeutete vrōn 'herrschaftlich,
dem Herrn zu eigen' (vgl. Frondienst).

## Geographie

### Verlauf
Der Geißbach entspringt in der Nähe des Geistkircherhofes zwischen der L 119 (Kaiserstraße) und der Bahnlinie Saarbrücken–Mannheim und fließt in südlicher Richtung zum Niederwürzbacher Weiher.
Nach Unterqueren der Bahnlinie zieht der Bach durch ein offenes Wiesen- und Weidegelände, das sich mehr und mehr zu einem schmalen Tal im Sankt Ingbert-Kirkeler Waldgebiet verengt. Der Bach war in früheren Zeiten auf großer Länge zu einer Kette von fünf Weihern aufgestaut, von denen die Dämme teilweise im Gelände noch erkennbar sind. Von diesen Weihern ist außer dem Würzbacher Weiher nur noch der Sägeweiher erhalten, der als Fischweiher genutzt wird. Vor dem Zweiten Weltkrieg wurde der Sägeweiher als Badeweiher (mit Umkleidekabinen) genutzt. An seinem Damm sind noch die Fundamente einer früheren Bebauung erkennbar.
Aus einem kleinen Tal läuft von links das Wasser vom Uhubrunnen zu.

### Zuflüsse
- Fronbachgraben (links), 0,1 km
- Klingengraben (links), 0,9 km

## Naturschutzgebiet und Vegetation
Während der Oberlauf des Baches von Viehweiden umgeben ist, sind im mittleren und unteren Teil seit 1989 große Abschnitte als Naturschutzgebiet Frohnsbachtal – Geißbachtal ausgewiesen. Schutzzweck ist 

„die Erhaltung, Förderung und Entwicklung eines Bachtals im Buntsandstein mit selten gewordenen Lebensgemeinschaften; diese bieten einer Vielzahl seltener und gefährdeter Pflanzen- und Tierarten einen geeigneten Lebensraum.“

Als schützenswerte Biotoptypen werden Röhricht, Erlenbruchwald, feuchte Hochstaudenflur, Weidengebüsche, Fließgewässer und stehendes Gewässer genannt.
Kurz vor der Mündung in den Nordarm des Niederwürzbacher Weihers durchfließt der Bach einen Erlenbruchwald und einen Bestand der Steifen Segge.

## Galerie

Der Geißbach und seine Weiher
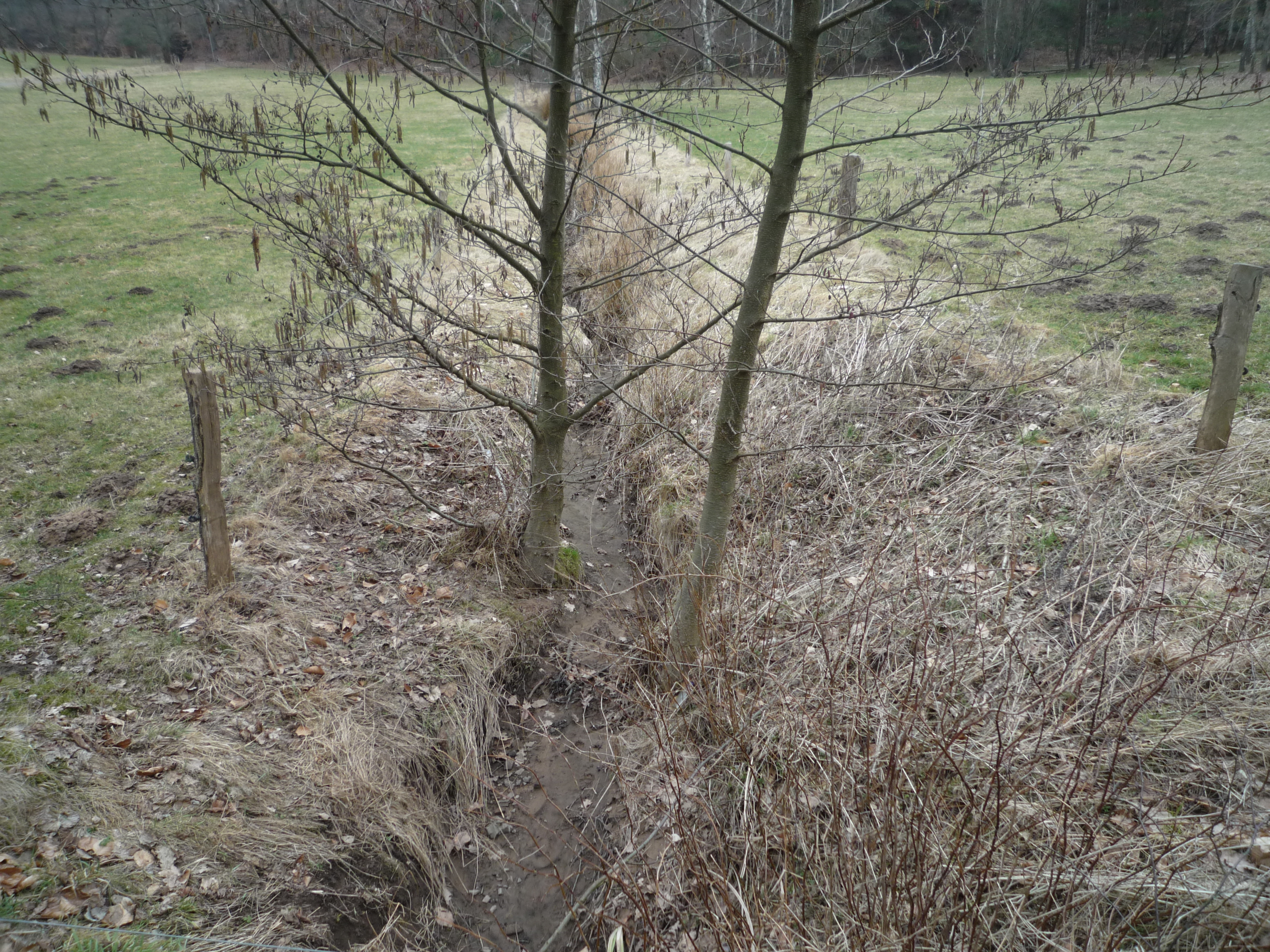
Trockenes Bachbett zwischen Viehweiden
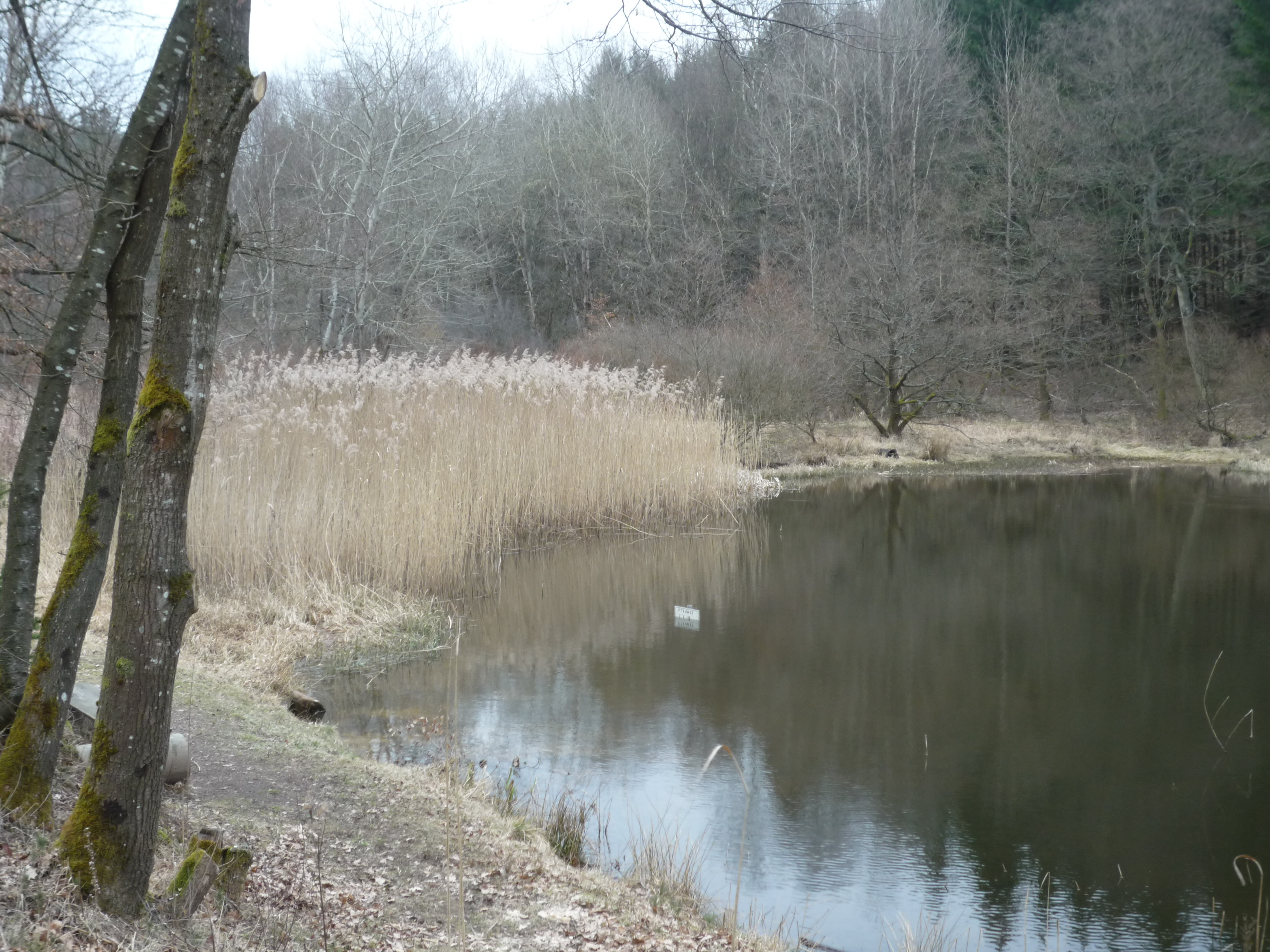
Sägeweiher mit Schilfzone
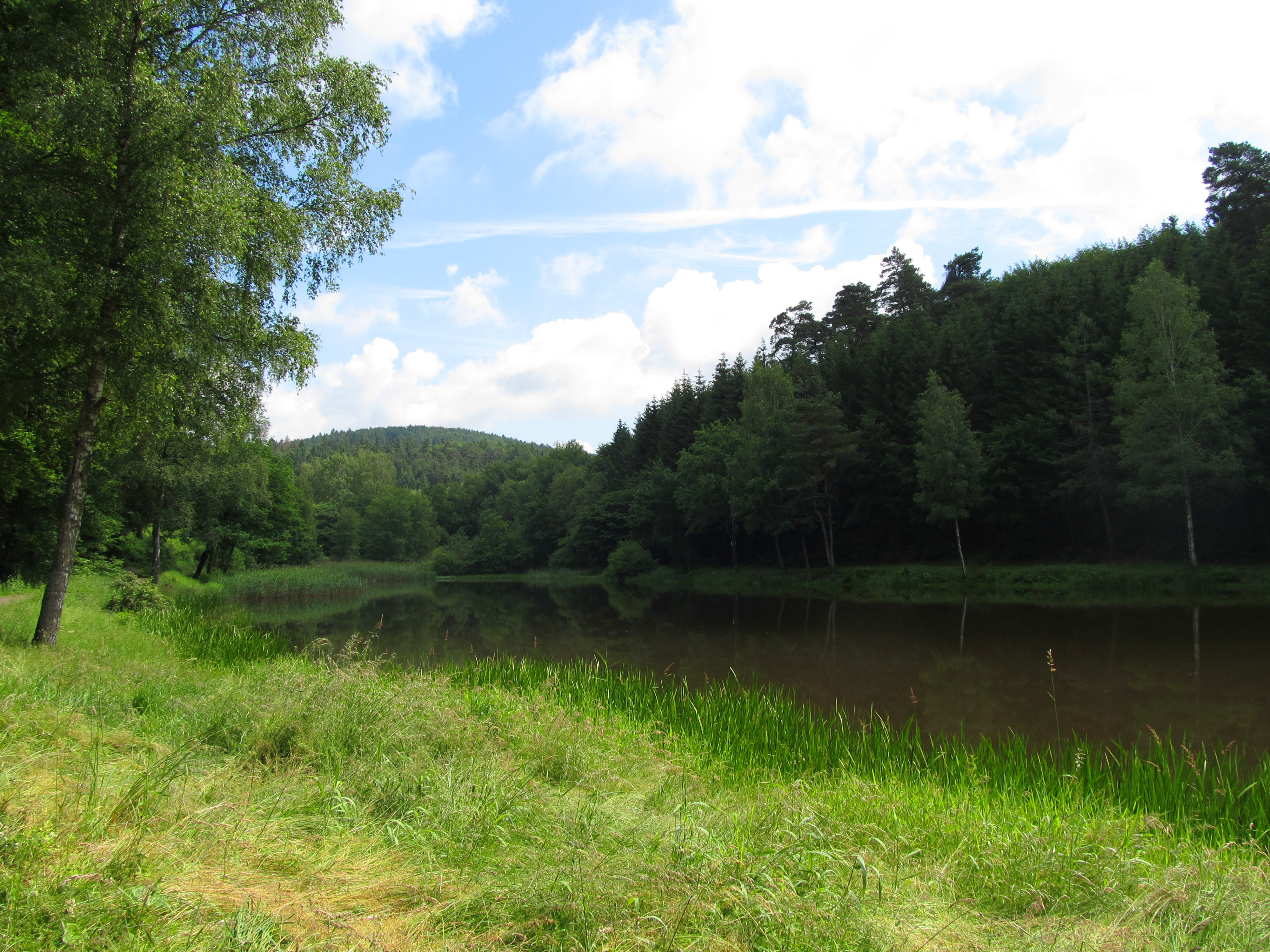
Sägeweiher
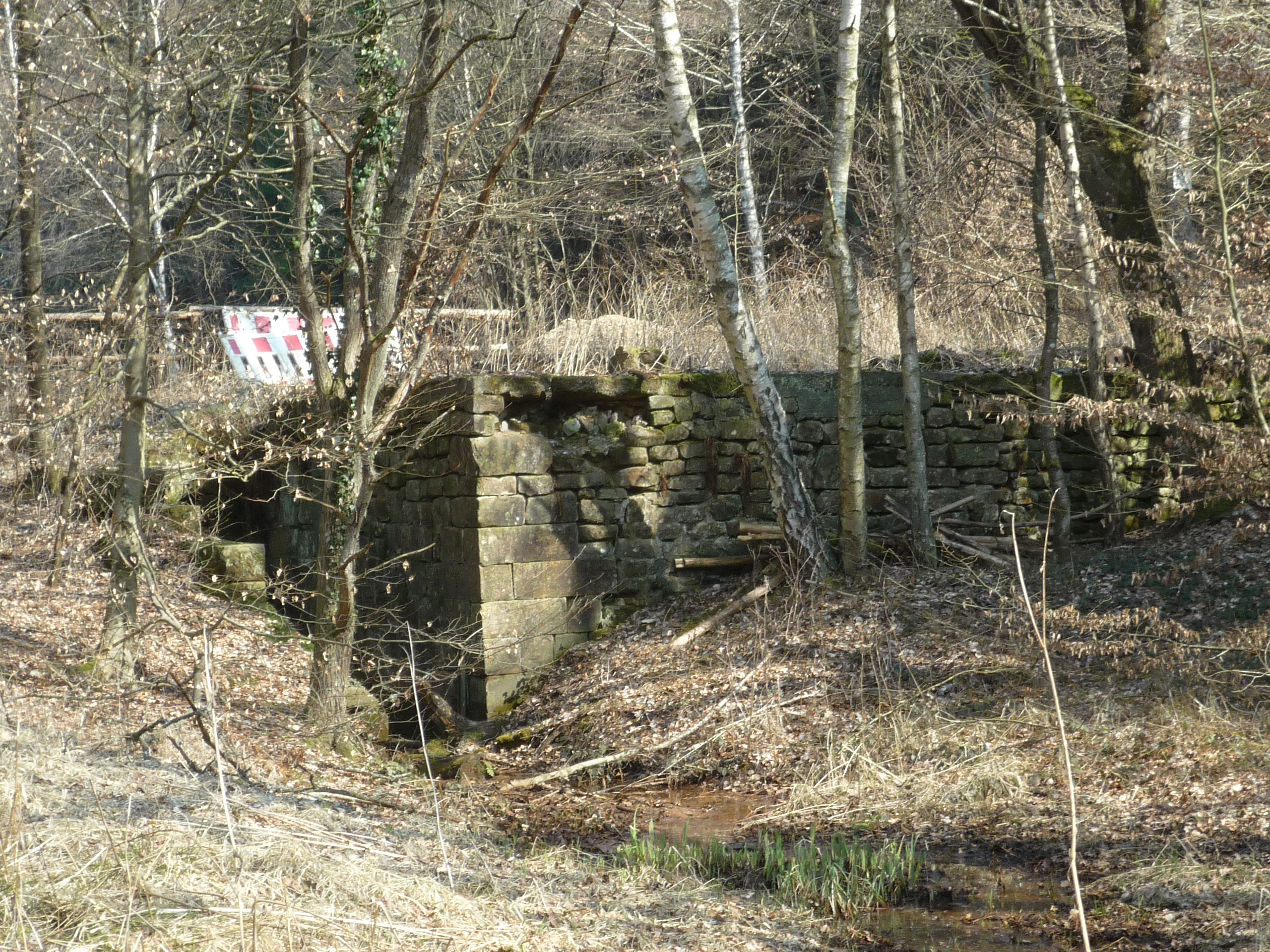
Fundament eines ehemaligen Gebäudes am Sägeweiher
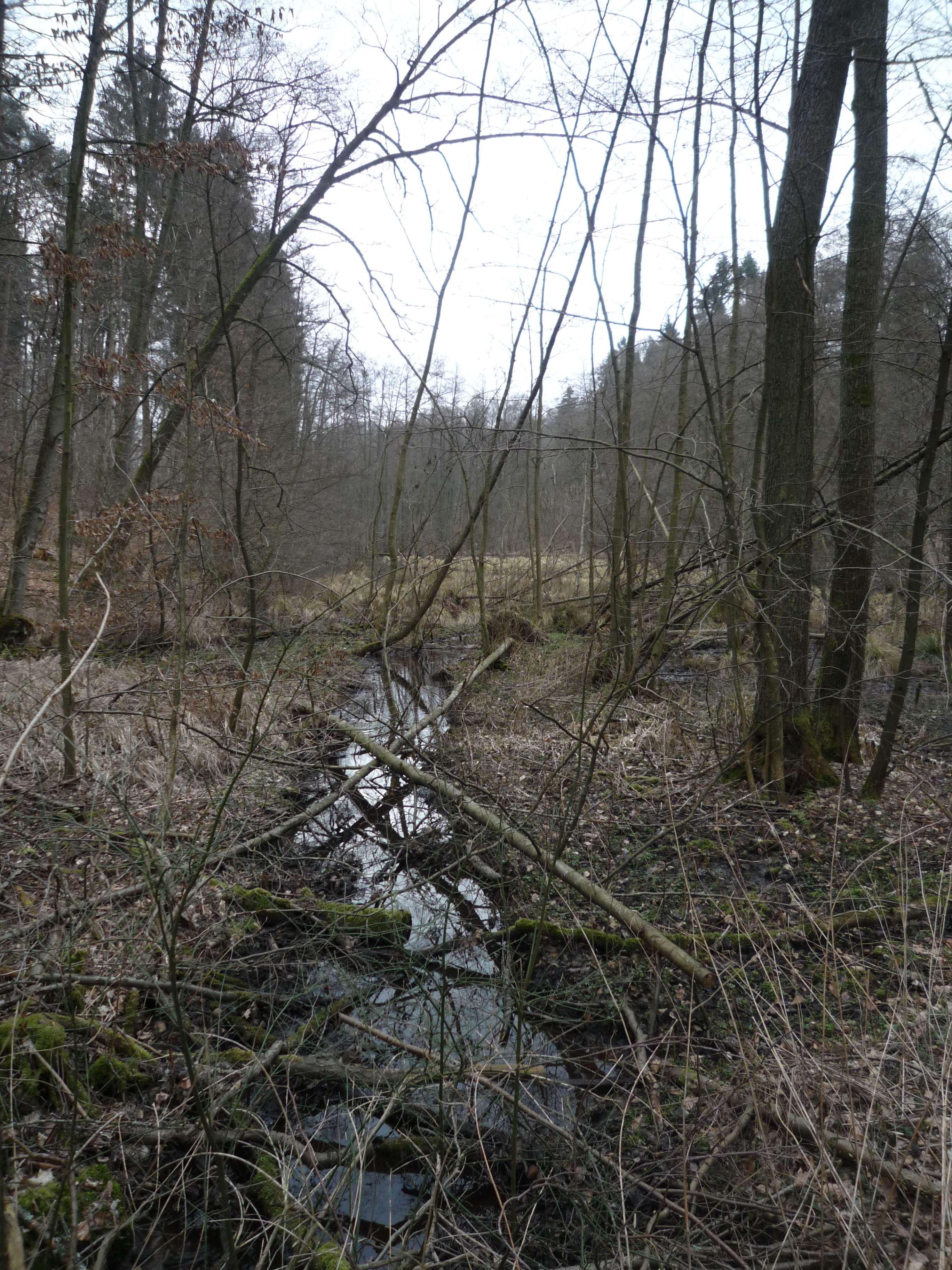
Erlenbruchwald vor der Einmündung in den Niederwürzbacher Weiher
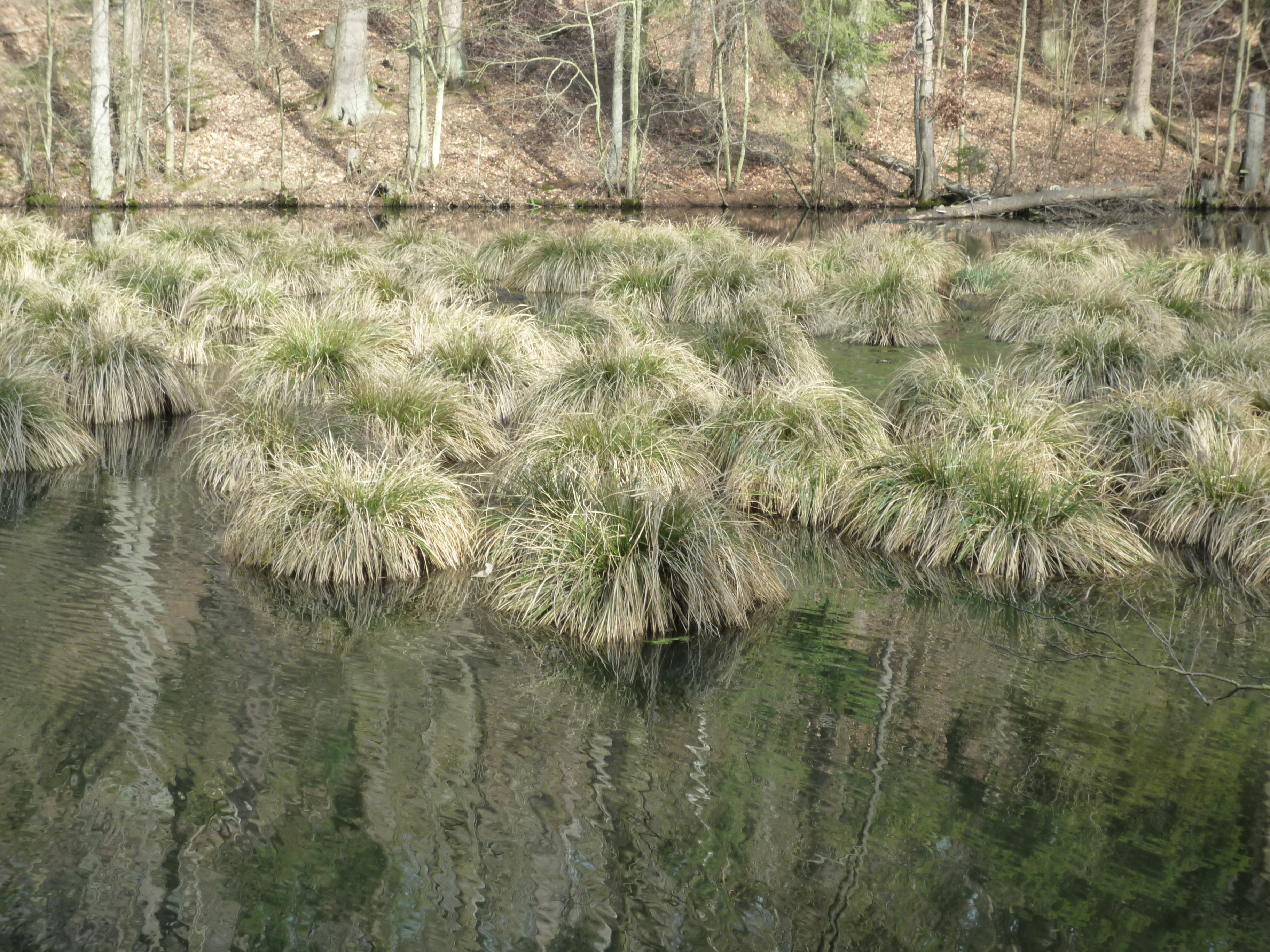
Steifseggenried im nördlichen Weiherarm